# Ustrichler
Der Ustrichler ist eine Figur der Einsiedler Fasnacht. Sie gehört seit 1947 zur Einsiedler Fasnacht und tritt nur am "Güdelzischtig" (Dienstag nach Rosenmontag) in Erscheinung. Die Ustrichler tragen eine schwarze, knielange Hose sowie ein weisses Hirthemd mit rot-weissem Halstuch. Das Gesicht wird durch eine wertvolle Holzmaske bedeckt. 
Besonders auffällig ist die Trichel (Schelle), welche die Ustrichler durch einen breiten Hüftgurt auf dem Rücken tragen. Diese Trichel schlagen sie rhythmisch an (sog. tricheln) und laufen so in einer Gruppe von rund 15 Personen durch die Strassen von Einsiedeln. Damit soll die Fasnacht "ausgetrichelt" werden. Wenn es von den Glockentürmen des Klosters Einsiedeln Mitternacht schlägt, verstummen die Tricheln auf einen Schlag, die Fasnacht ist dann offiziell beendet. Lediglich die Fasnachtsgesellschaft Goldmäuder pflegt diesen Brauch.